# Torstein Flakne
Torstein Flakne (née le 17 décembre 1960). est un musicien norvégien originaire de la ville de Trondheim.
Il a d'abord connu un certain succès en Norvège avec le groupe The Kids de 1979 à 1981, puis un succès international en formant le groupe Stage Dolls en 1983. Guitariste et chanteur de son groupe, Torstein Flakne est également un auteur/compositeur émérite.